# Milbertshofen-Am Hart
Milbertshofen-Am Hart ist der Stadtbezirk 11 der bayerischen Landeshauptstadt München.

## Beschreibung
Der Stadtbezirk 11 erstreckt sich als schmaler Streifen zwischen Ingolstädter und Schleißheimer Straße von der Stadtgrenze im Norden bis zum Petuelpark im Süden. Zwischen Heidemannstraße und Euro-Industriepark gehört auch eine kleine Fläche östlich der Ingolstädter Straße zu diesem Stadtbezirk. Im Südwesten (im Bereich Am Riesenfeld) umfasst Milbertshofen-Am Hart auch den größten Teil des Olympiageländes bis hin zur Landshuter Allee im Westen, dem Münchner Nordring bis zur Wilhelmine-Reichard-Straße im Norden und dem Willi-Gebhard-Ufer/Ackermannstraße im Süden. Er besteht aus den drei Teilbezirken: Milbertshofen, Am Riesenfeld und Am Hart.
Nachbarbezirke sind Schwabing-Freimann im Osten, Schwabing-West im Süden, Neuhausen-Nymphenburg im Südwesten sowie Moosach und Feldmoching-Hasenbergl im Westen. Im Norden grenzt die Gemeinde Oberschleißheim an.

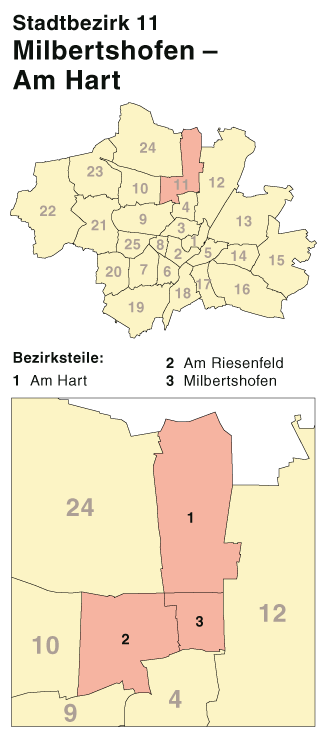
Stadtbezirksteile

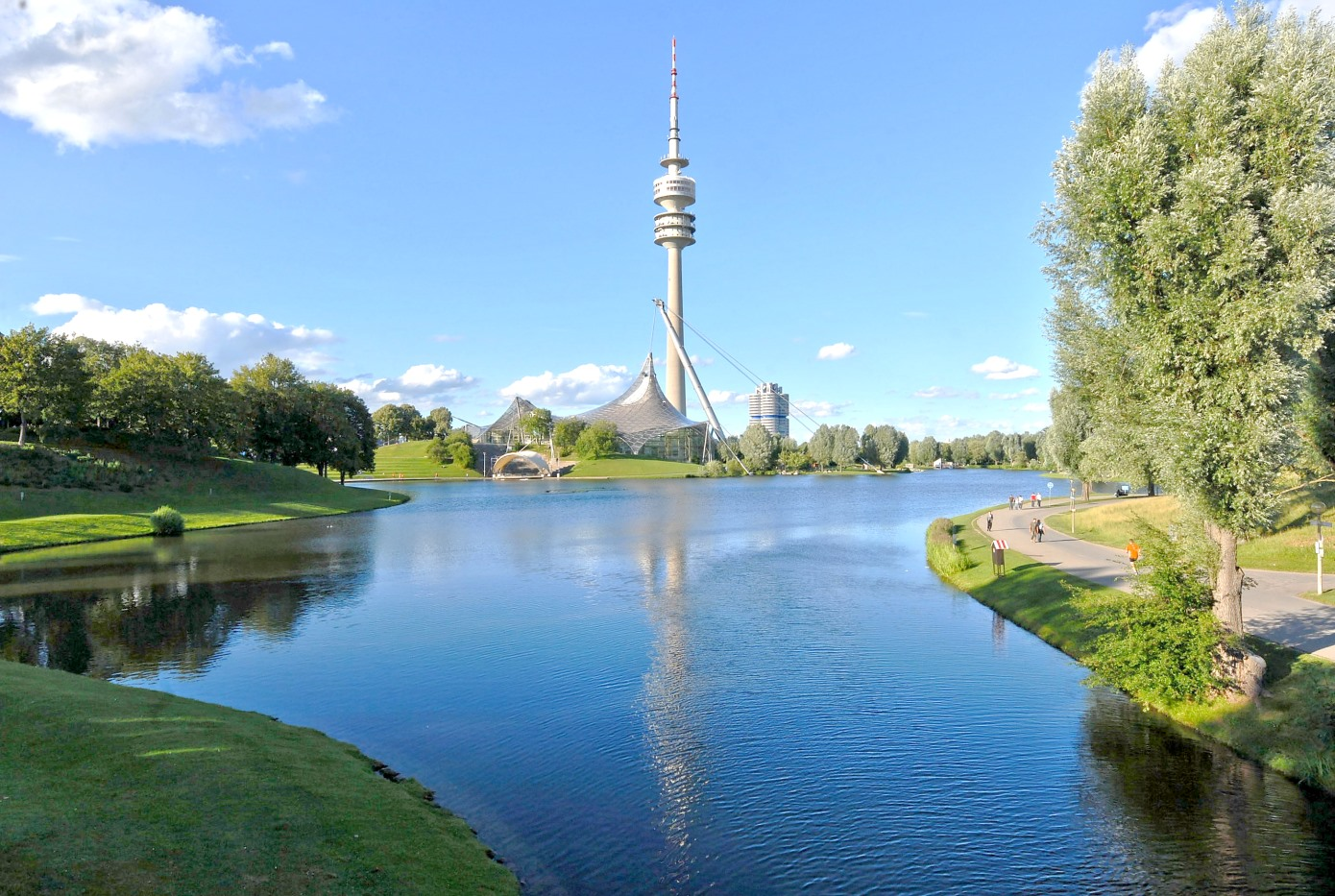
Olympiapark mit See und Turm

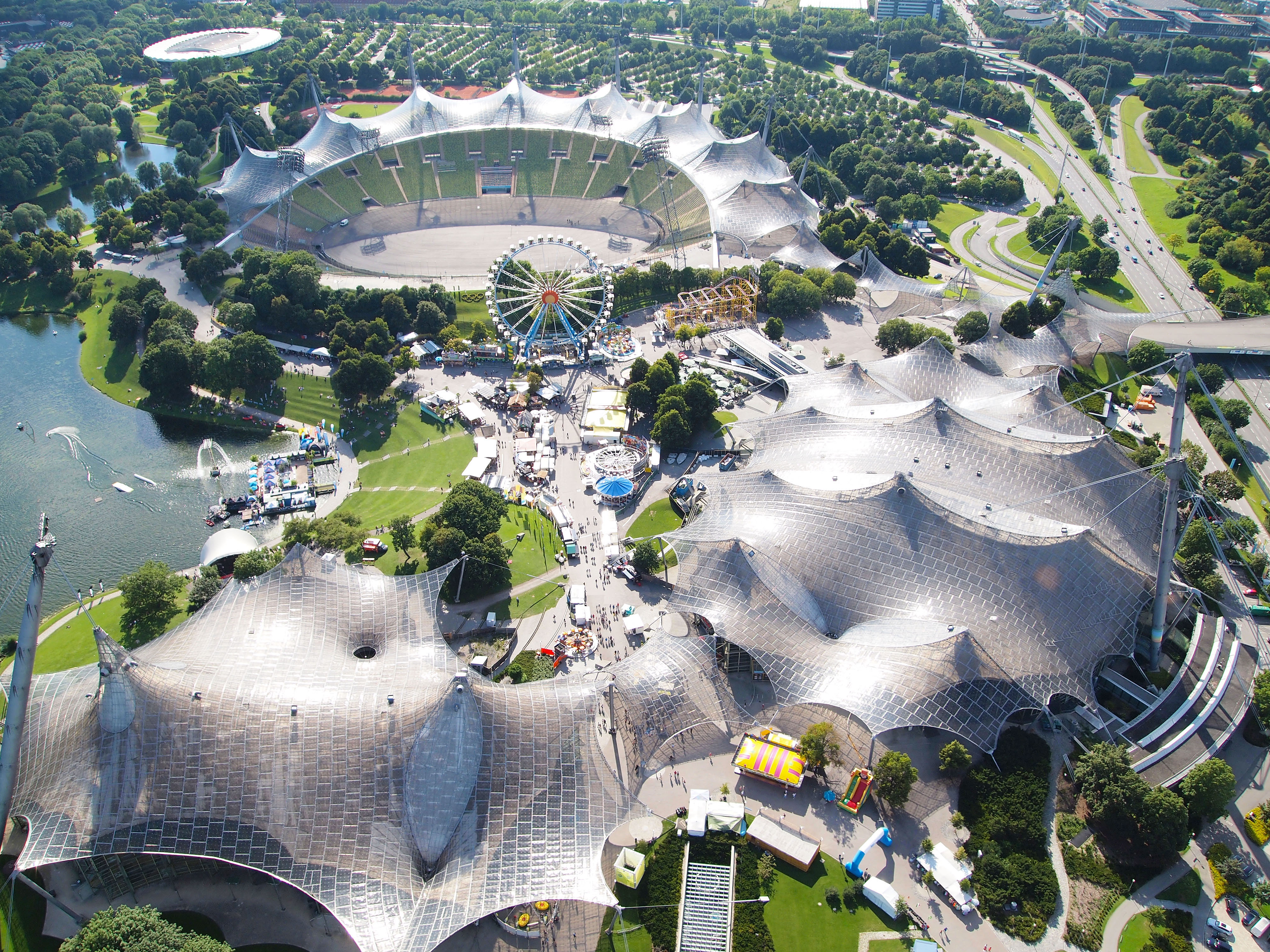
Olympiastadion, Olympiahalle und Olympia-Schwimmhalle

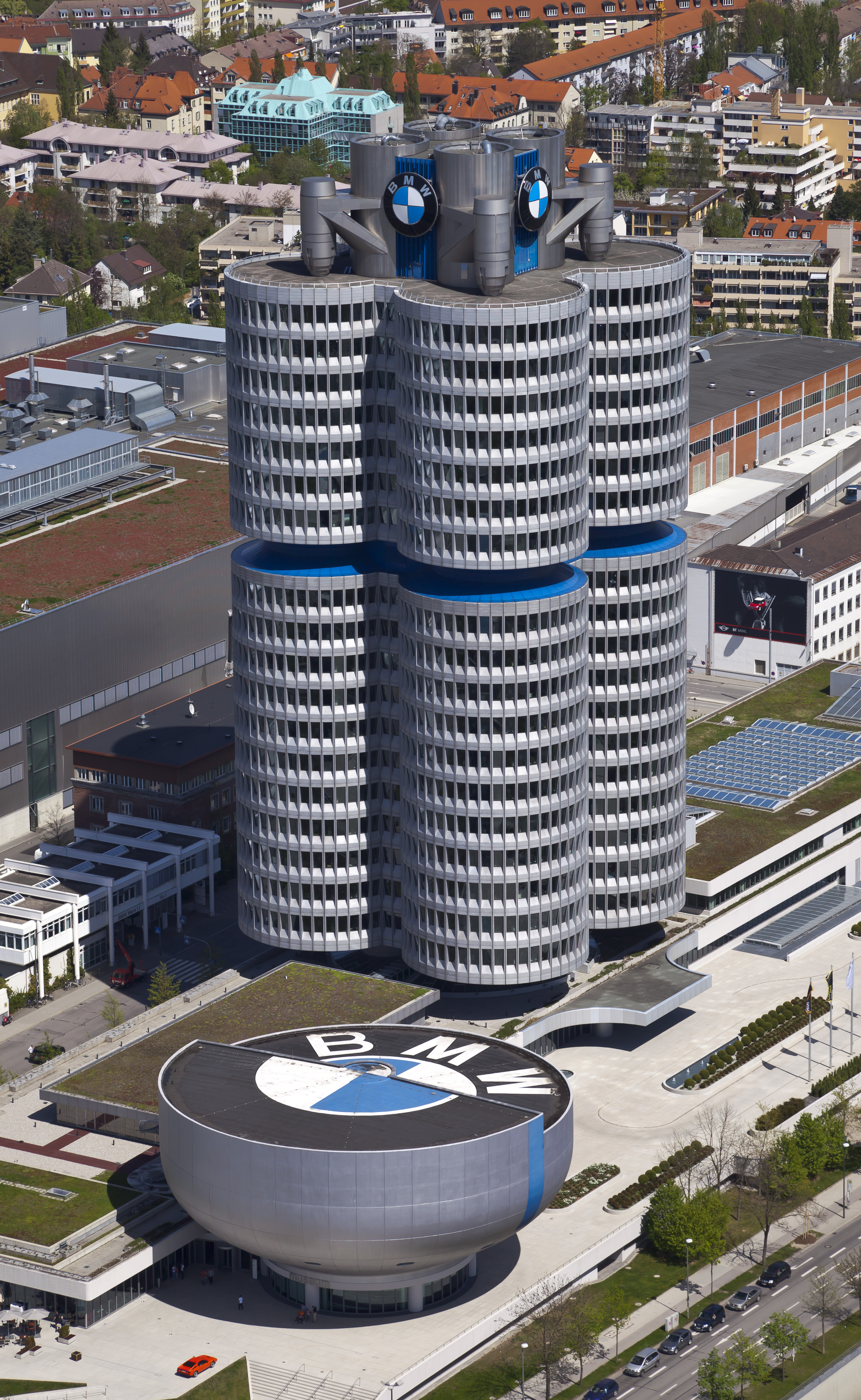
Blick vom Olympiaturm auf das BMW Museum und den BMW-Vierzylinder

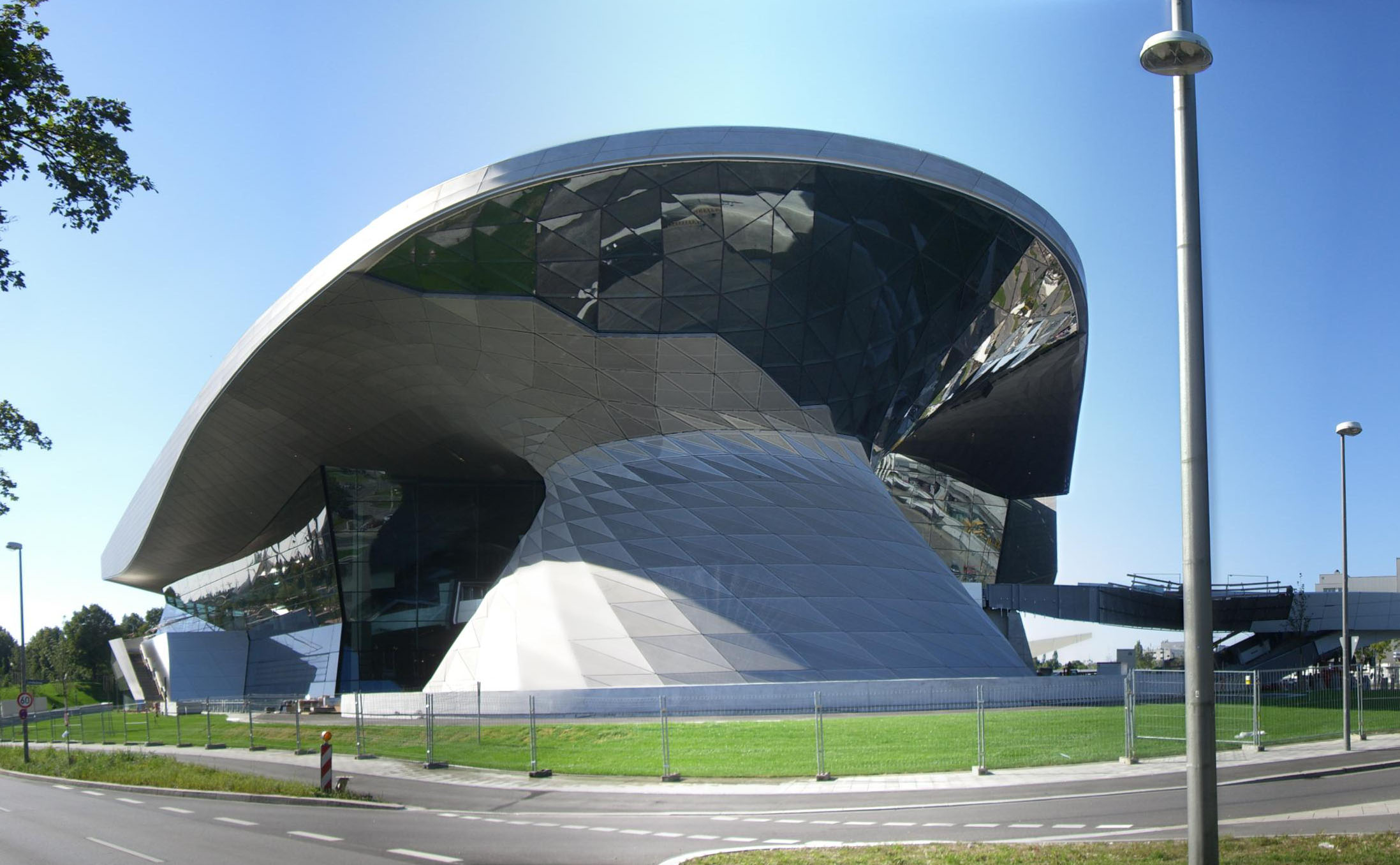
BMW Welt

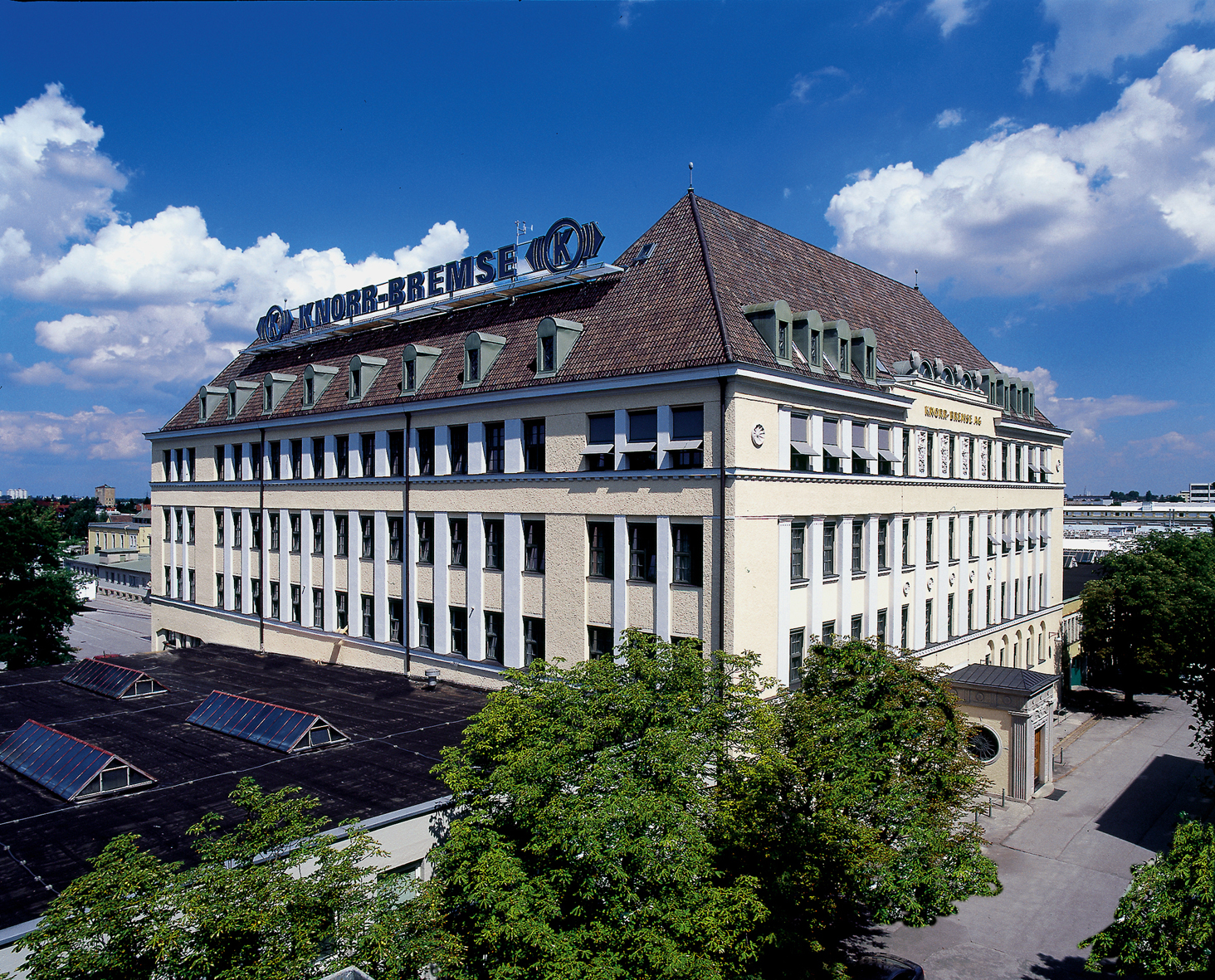
Knorr-Bremse

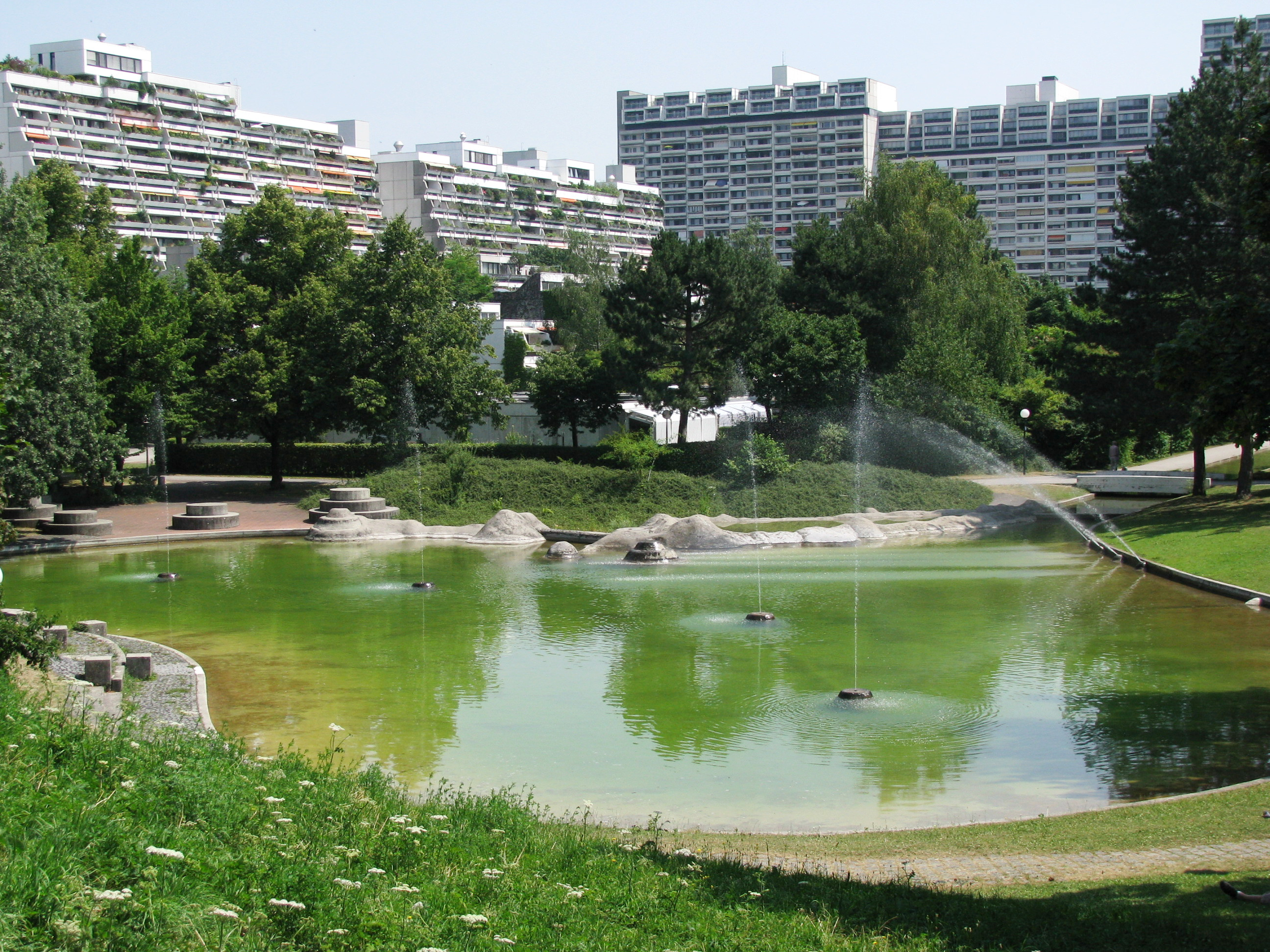
Nadisee im Olympischen Dorf

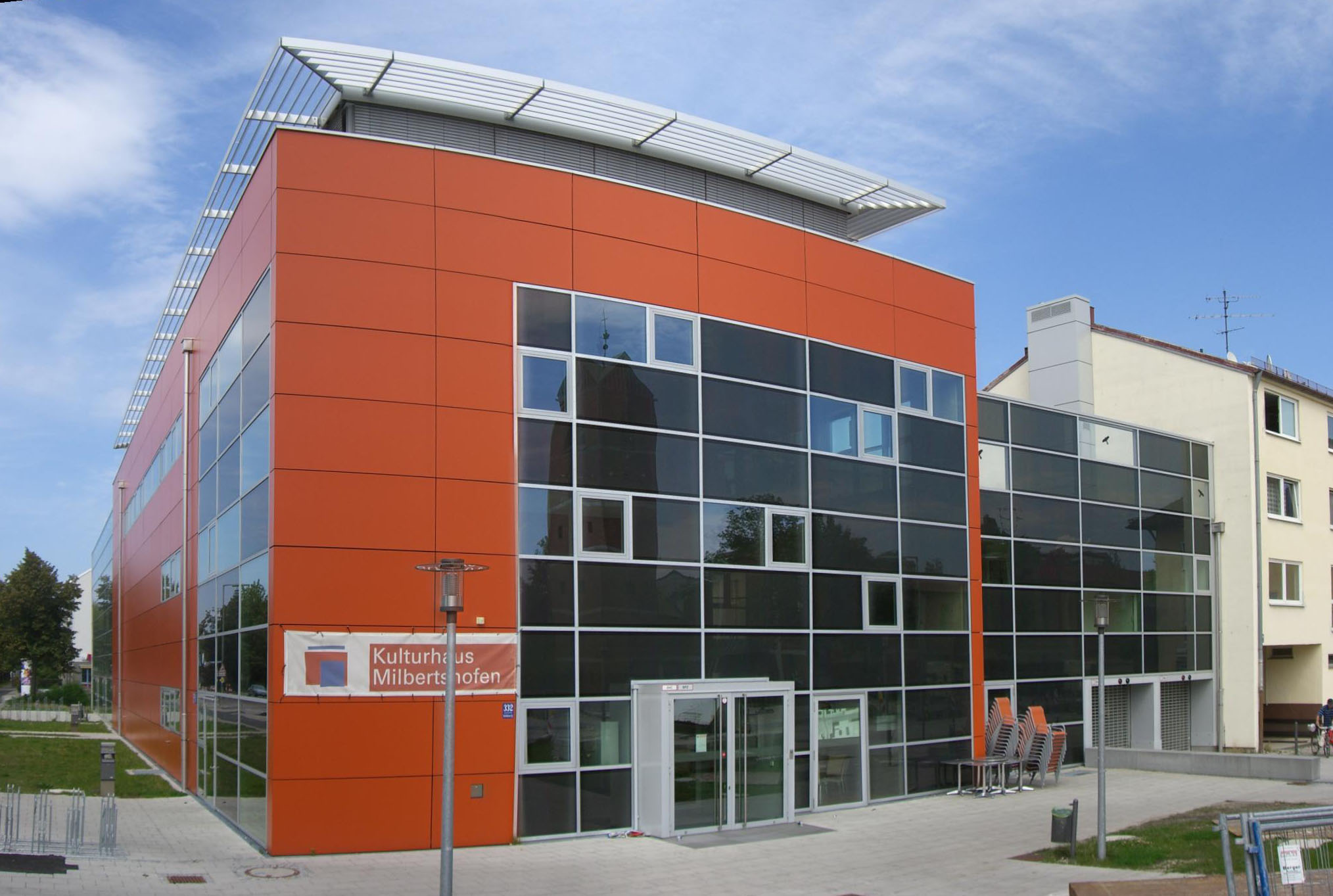
Kulturhaus Milbertshofen

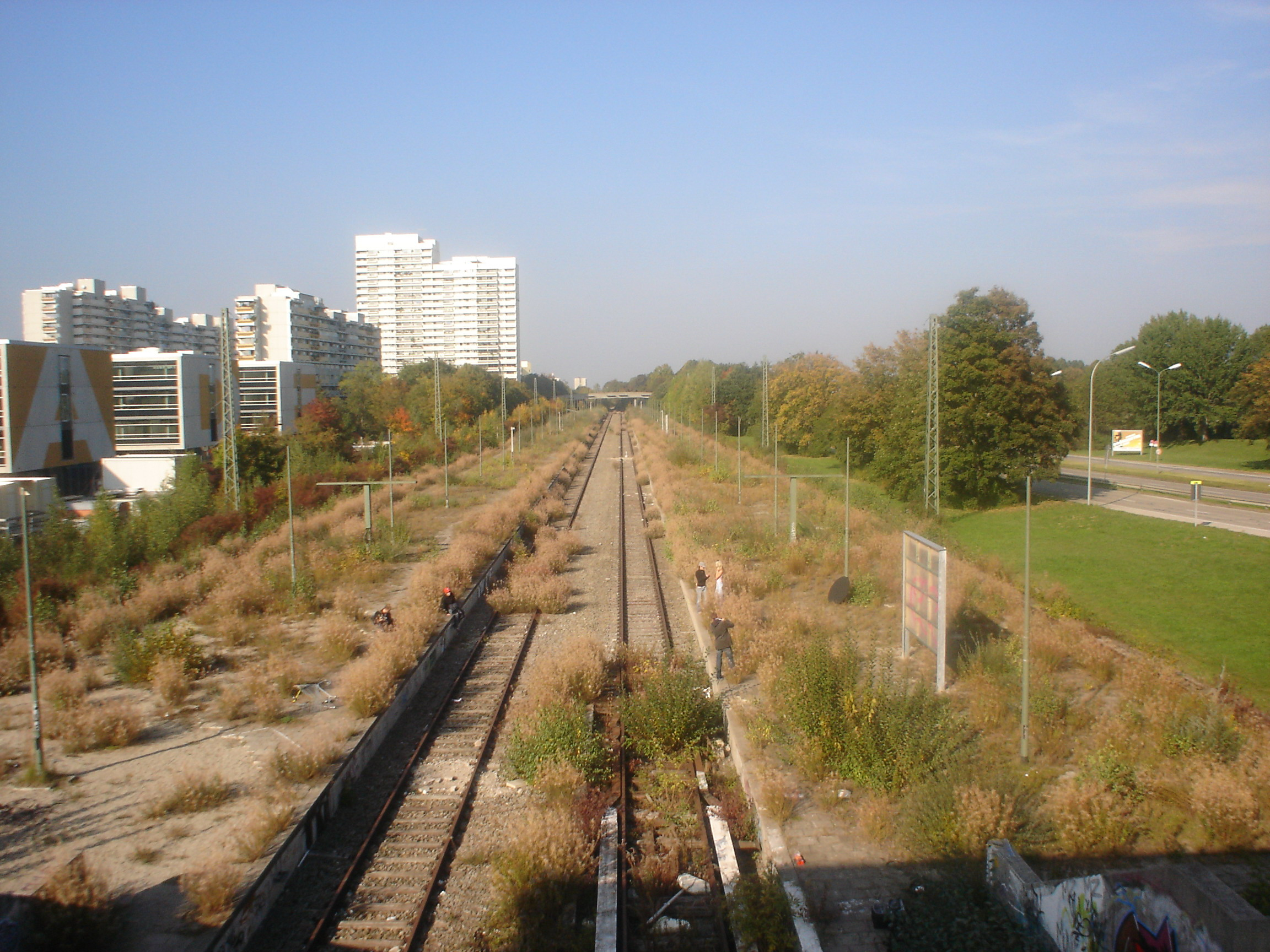
Grünzug am ehem. Bahnhof München Olympiastadion

### Südostteil – Milbertshofen
Der südöstliche Teil des Stadtbezirks, Milbertshofen, umfasst das Gebiet der 1913 nach München eingemeindeten namensgebenden Stadt Milbertshofen. Da dort die Industrialisierung relativ früh einsetzte, entstand eine Mischung von Industrie, Gewerbe und Wohnen mit einem hohen Anteil an Sozialbauten.
In Milbertshofen leben 20.126 Menschen [2019].
An der Ingolstädter Straße liegt der Euro-Industriepark. Durch Sanierung vieler Wohnanlagen und Neubau moderner Wohnungen verwischen sich in jüngerer Zeit die Unterschiede zum benachbarten nördlichen Schwabing.
Seit der Verkehr auf dem stark befahrenen Petuelring durch die Eröffnung des Petueltunnels unterirdisch geführt wird, sind Schwabing und Milbertshofen durch den Grünzug Petuelpark miteinander verbunden. Nördlich des Parks liegt der Generationengarten.
2005 wurde das Kulturhaus Milbertshofen eröffnet, 2007 der anliegende Curt-Mezger-Platz benannt. Dort findet jeden Freitag von 13:00 bis 18:00 Uhr ein Wochenmarkt statt.

### Südwestteil – Am Riesenfeld
Am Riesenfeld ist der (süd)westlichste der drei Teilbezirke des Münchner Stadtbezirks Milbertshofen-Am Hart. Dort leben 27.740 Menschen [2019].
In ihm liegt der Olympiapark mit dem 56 Meter hohen Olympiaberg, dem 291 Meter hohen Olympiaturm, der Olympiahalle, dem Olympiastadion, der Olympia-Schwimmhalle, dem Olympia-Eissportzentrum, Bayerns größter Beachvolleyball-Anlage, dem Sea Life München, dem ehemaligen olympischen Dorf, dem Studentenviertel Oberwiesenfeld, dem Viertel Am Oberwiesenfeld, dem Sportzentrum der ZHS und der Technischen Universität sowie den Olympiastützpunkt Bayern. Die verdichtete Bebauung im Olympiadorf ermöglicht ein ruhiges, kindgerechtes Wohnen, da der Autoverkehr innerhalb des Wohngebiets im überbauten Tiefgeschoss unterhalb der Fußgängerebene verläuft. Am Riesenfeld liegen die Museen BMW Group Classic, BMW Welt, BMW Museum sowie der Erinnerungsort Olympia-Attentat. Am Petuelring liegt der BMW-Vierzylinder. An der Moosacher Straße liegt der Firmenhauptsitz der Knorr-Bremse und Westwing. An der Detmoldstraße liegt die Brauanlage der Giesinger Bräu. Bevor das Gelände 1966 bis 1972 anlässlich der Spiele der XX. Olympiade 1972 vollständig neu konzipiert wurde, wurde es Oberwiesenfeld genannt und beherbergte ein großes Flugfeld, auf dem bis 1945 die im benachbarten Werk von BMW gefertigten Flugmotoren getestet wurden.

### Nordteil – Am Hart
Der nördliche Bezirksteil Am Hart (nördlich des Münchner Nordrings) gehörte früher überwiegend zur Gemeinde Feldmoching; nur Kaltherberge und angrenzende Gebiete an der heutigen Ingolstädter Straße waren Teile der Gemeinde Milbertshofen. Am Hart leben 28.693 Menschen [2019]. Auf dem südwestlichen Teil der dort noch vorhandenen Freifläche, der Panzerwiese, entsteht seit den 1990er Jahren die Siedlung Nordhaide für mehrere tausend Bewohner. Im Norden schließt sich das Waldgebiet Hartelholz an. Weiterhin prägend ist eine Reihe ehemaliger Arbeitersiedlungen aus der Zwischenkriegszeit, wie die Siedlung Harthof, Am Hart (landschaftlich Hart, bewaldete Anhöhe), Kaltherberge und Neuherberge. An der Knorrstraße liegt das Bayerische Landesamt für Verfassungsschutz. An der Neuherbergstraße liegt die Sanitätsakademie der Bundeswehr. Gegenüber dem Forschungs- und Innovationszentrum (BMW FIZ) an der Ecke Knorrstraße/Troppauer Straße erinnert eine Skulptur an die sogenannte Judensiedlung Milbertshofen. Im Süden des Bezirksteils liegt der Euro-Industriepark. 2009 wurde das Mira-Einkaufszentrum und 2012 das Kulturzentrum 2411 eröffnet. 2016 entstand das Gymnasium München-Nord, eine Eliteschule des Sports.

### Allgemeines
Milbertshofen-Am Hart hat von Münchens Stadtbezirken die höchste Zahl an Arbeitsplätzen im produzierenden Gewerbe aufzuweisen. Maßgeblichen Anteil daran hat das Stammwerk von BMW und das zugehörige Forschungs- und Innovationszentrum (FIZ). Die Mittelschicht – darunter viele Beamte und Akademiker – ist im Olympiadorf mehrheitlich vertreten. Der Stadtbezirk ist sehr multikulturell und verzeichnet mit 40,2 Prozent den höchsten Ausländeranteil Münchens. Der Dienstleistungssektor, vor allem im westlichen Teil des Euro-Industrieparks, und der öffentliche Bereich mit dem neuen Polizeipräsidium Oberbayern und dem Bayerischen Landesamt für Verfassungsschutz sind inzwischen auch stärker vertreten. Das früher starke Gefälle in der Sozialstruktur zwischen den einzelnen Bezirksteilen hat sich in den vergangenen drei Jahrzehnten ausgeglichen. Nach wie vor hat der Stadtbezirk einen hohen Anteil von Familien mit Kindern. Rund 28 Prozent der Fläche sind Grünanlagen, dazu tragen wesentlich der Olympiapark und die Panzerwiese bei.

## Geschichte
Zum ersten Mal erwähnt wurde Milbertshofen im Jahre 1149 beziehungsweise 1152 als „Ilmungeshoven“. Das Wort ging wohl aus bewusst undeutlicher Aussprache von Illungshof hervor. Illungshof war die Bezeichnung für einen Einsiedlerhof, auf den man zwangsweise ausgesiedelt wurde – wegen Krankheit oder als Strafe; verständlich, dass die Bewohner dies nicht unbedingt kundtun wollten. Weitere Deutung: Hof des Ilbunch/Ilbung/Ilmung oder Höfe der Ilbunge. Die erste Erwähnung dieses Namens geschah in einer Urkunde, mit der um das Jahr 1140 Graf Konrad I. von Valley seinen ganzen Besitz zu Ilmungeshofen zu seinem und seiner Eltern Seelenheil dem Kloster Schäftlarn übergab. Weil die Fläche dieser Schenkung nur als Weideland benutzt werden konnte, machte das Kloster daraus einen Viehhof, also eine Schwaige, die nach dem heiligen Georg St. Georgenschwaige genannt wurde.
Zur St. Georgenschwaige gehörten auch abgabenpflichtige Bauern, deren Reichnisse an Getreide in den Speichern des von einem Meister und Laienbrüdem verwalteten Fronhofes bis zum Ausmahlen in nahe gelegenen Mühlen gelagert wurden. Als Mahllohn erhielt er einen Teil des gebrachten Getreides, der Mühlmazze genannt wurde. So hieß er bald Mühlmazzhof, woraus der Ortsname Mühlmatzhofen – Milbertshofen – entstand. Spätere Benennungen waren: 1310 Mülingshoven, 1325 Mülbenhoven, 1336 Mulmantzhoven, 1465 Mülmetzhoven sowie 1468 Milberzhofen.
Über 300 Jahre war Milbertshofen in klösterlicher Hand.
Zwischen 1466 und 1630 gehörte der Besitz dann der Familie Keferloh. Die Keferloher waren das älteste Milbertshofener Geschlecht und seit 1478 bekannt. 1658 wurde Milbertshofen für 30.000 Gulden an den Kurfürsten Maximilian II. Emanuel verkauft.
Am 10. Januar 1668 erhob Kurfürst Ferdinand Maria die „St. Georgenschwaige zu Milbertshofen“ in den Rang einer Hofmark.
Nachdem Milbertshofen jahrhundertelang lediglich eine Schwaige gewesen war, begann die Expansion des späteren Stadtteils Münchens erst ab dem Jahr 1800, als Kurfürst Max IV. Joseph das Gut an vier Waldsassener Bauern übergab. Eine zur Schwaige gehörende Kirche wurde 1360 erstmals erwähnt. Reste der im frühen 16. Jahrhundert erbauten alten Georgskirche sind die einzigen verbliebenen Zeugen der Keimzelle Milbertshofens. Das Zentrum des frühen Milbertshofen liegt am Alten St.-Georgs-Platz zwischen Moosacher Straße und Motorstraße.
Um 1800 hatte Milbertshofen nur 432 Einwohner.
Es siedelten sich die ersten Fabriken: 1806 eine Perlgraupenmühle und 1835 ein Pulvermagazin in Milbertshofen an. Mit dem Zuzug Ludwig Petuels aus Freising 1868, der neben einer Brauerei und Brennerei auch die Terrain Gesellschaft Riesenfeld gründete, beschleunigte sich die Entwicklung des Dorfes weiter.
Seit Ende des 19. Jahrhunderts war das Oberwiesenfeld ein Landeplatz für Ballone und Luftschiffe, sowohl militärische als auch zivile. Mit dem verstärkten Aufkommen der Flugzeuge wurde das Oberwiesenfeld ab 1909 als Flugplatz genutzt. Im Jahr 1932 wurden noch etwa 16.000 Fluggäste in Oberwiesenfeld abgefertigt, in den kommenden fünf Jahren verdreifachte sich die Anzahl der jährlichen Fluggäste auf etwa 40.000 Fluggäste pro Jahr.
1900 hatte Milbertshofen 768 Einwohner. 1905 wurde der TSV Milbertshofen gegründet. Im Jahre 1910 erhielt Milbertshofen den Status einer Stadt. 1910 zählte Milbertshofen 4001 Einwohner und war damit die kleinste Stadt in Bayern. Bereits drei Jahre später, am 1. April 1913, wurde die Stadt Milbertshofen nach München eingemeindet. Ein Jahr zuvor war die Neue St.-Georgs-Kirche am Milbertshofener Platz eingeweiht worden.
1917 bis 1974 befand sich das militärische Lager Alabama-Depot Am Hart. Es wurde in den 1980er Jahren unter dem Namen Alabama-Halle als kultureller Veranstaltungsort deutschlandweit bekannt.
Während der Nazi-Diktatur befand sich ab 1941 in Milbertshofen ein Barackenlager für jüdische Mitbürger, die von dort aus in die verschiedensten Konzentrationslager deportiert wurden. Vom März bis August 1941 errichtet, diente es ab September 1941 bis August 1942 als Wohnghetto für die zwischenzeitlich „entmieteten“ jüdischen Münchner und schließlich als Sammellager für die Deportationen. Die ersten beiden großen Deportationen aus München am 20. November 1941 nach Kaunas (Litauen) sowie am 4. April 1942 nach Piaski (Polen) erfolgten vom nahe gelegenen Bahnhof Milbertshofen. Von August 1941 bis Kriegsende befand sich auf dem Firmengelände der Vulkanisiermaschinenfabrik Zängl ein Lager für Zwangsarbeiter, die mehrheitlich aus Polen, Italien, Frankreich, Belgien und Holland stammten.
1941 bzw. 1942 wurden nach den Plänen von Karl Meitinger die Hochbunker Lerchenauer Straße, Hochbunker Anhalter Platz, Hochbunker Riesenfeldstraße und Hochbunker Schleißheimer Straße errichtet.
Von 1968 bis 1972 wurden große Teile des Oberwiesenfelds für die Olympischen Spiele 1972 zum Olympiapark umgestaltet. Dort fanden seither (Stand: November 2015) über 11.500 Veranstaltungen mit mehr als 200 Millionen Besuchern statt.
In den 1970er und 1980er Jahren traf sich im Milbenzentrum, im Hinterhof der Nietzschestraße 7b, die Münchner Punkszene. Dort spielte auch die Punkband Freizeit 81. 1980 zog auch das Hinterhoftheater in das Wirtshaus am Hart um.
2005 wurde das Kulturhaus Milbertshofen, 2010 das Kulturzentrum 2411 gegründet.
Am 11. Juni 2008 beschloss der Bezirksausschuss des Stadtbezirks die Umbenennung in Milbertshofen-Am Hart-Olympiadorf, was jedoch in einer späteren Sitzung auf Antrag der Stadtverwaltung auf unbestimmte Zeit verschoben wurde. Man wollte damit verhindern, dass es bei einem etwaigen Zuschlag für die Bewerbung Münchens für die Olympischen Winterspiele 2018 und dem dann nötigen Bau eines neuen Olympiadorfes zu Verwechslungen käme.
Im Juni 2019 eröffnete die Giesinger Bräu in der Detmoldstraße ihre neue Brauanlage mit Tiefbrunnen für Münchner Wasser und einer Kapazität von 40.000 Hektoliter pro Jahr.

## Politik
- SPD: 10
- Grüne: 9
- FW/ÖDP: 3
- FDP: 1
- CSU: 8
- AfD: 2

Der Bezirksausschuss von Milbertshofen-Am Hart wurde zuletzt am 15. März 2020 gewählt. Die Sitzverteilung lautet wie folgt: SPD 10, Grüne 9, CSU 8,  FW 3, AfD 2 und FDP 1. Von den 48.723 stimmberechtigten Einwohnern in Milbertshofen-Am Hart haben 17.747 von ihrem Wahlrecht Gebrauch gemacht, womit die Wahlbeteiligung bei 36,4 Prozent lag.

## Kultur, Religion und Bildung
Sehenswürdigkeiten
- BMW Museum, BMW Welt (Petuelring 130) und BMW Group Classic (Moosacher Straße 80)
- Olympiahalle München, Olympiaturm
- Sea Life München, Willi-Daume-Platz 1
- Munich Olympic Walk of Stars, Willi-Daume-Platz
- Kubus im Petuelpark, Klopstockstr. 10, Petuelpark
- Erinnerungsort Olympia-Attentat, Kolehmainenweg
- Kleinkunstbühne Wirtshaus am Hart, Sudetendeutschestraße 40, Ecke Aussiger Platz
- Theater Unterwegs (Tourneetheater) Dieter Henkel GmbH, Connollystraße 20
- Kino am Olympiasee, Coubertinplatz 1

Institutionen
- Kulturhaus Milbertshofen, Curt-Mezger-Platz 1 (Keferloher/Ecke Schleißheimer Straße)
- Kulturzentrum 2411, Blodigstraße 4
- Kulturpark München, Frohschammerstraße 14
- Sanitätsakademie der Bundeswehr, Neuherbergstraße 11
- Stadtteilzentrum Milbertshofen, Piccoloministraße
- Spiel- und Begegnungszentrum (SBZ) am Hart, Arnauer Str. 5
- Freizeitstätte Neuland, Neuherbergstr. 90
- Diakonie Hasenbergl
- Spiel- und Begegnungszentrum am Hart, Arnauer Straße 5
- Münchner Stadtbibliothek Milbertshofen, Schleißheimer Straße 340
- Stadtbereichszentrum Nord, Troppauer Straße 10 der Münchner Volkshochschule
- Münchner Volkshochschule, Frohschammerstraße 14
- Generationengarten, Ricarda-Huch-Straße 4

Schulen
In Milbertshofen-Am Hart gibt es  die Gymnasien: Gymnasium München-Nord und das Lion-Feuchtwanger-Gymnasium München, die Berufsschulen: Schulzentrum Nordhaide und Adolf-Kolping-Berufsschule München, die Realschule: Balthasar-Neumann-Realschule, sowie die Grundschule an der Bad-Soden-Straße 27.
Kirchen
In Milbertshofen-Am Hart gibt es die römisch-katholischen Kirchen: Alte St.-Georgs-Kirche, Neue St.-Georgs-Kirche, St. Lantpert, St. Gertrud, das Dominikuszentrum und Zu den heiligen vierzehn Nothelfern, die evangelisch-lutherischen Kirchen: Dankeskirche und Versöhnungskirche, sowie das Ökumenische Kirchenzentrum im Olympischen Dorf.

## Baudenkmäler
- Liste der Baudenkmäler in Milbertshofen
- Liste der Baudenkmäler in Am Hart

## Sport
- Olympiapark
- Olympiastützpunkt Bayern

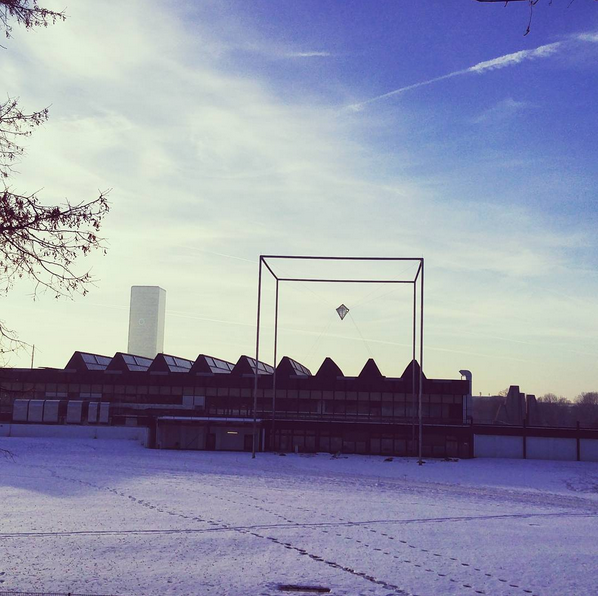
Zentrale Hochschulsportanlage

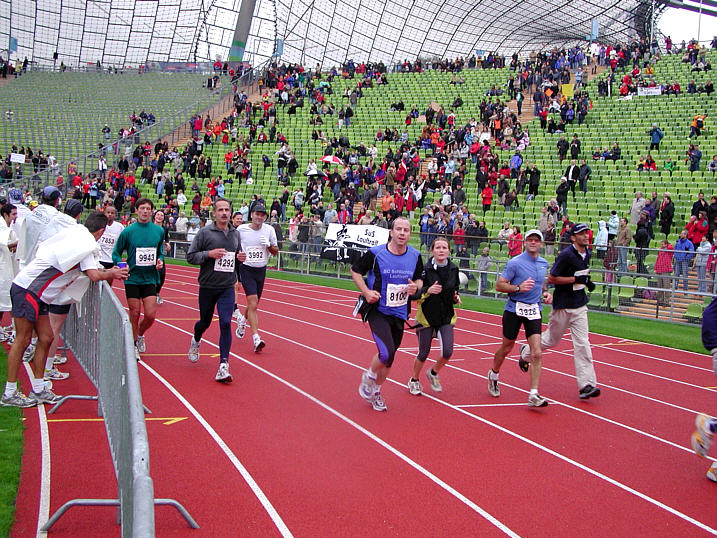
München-Marathon

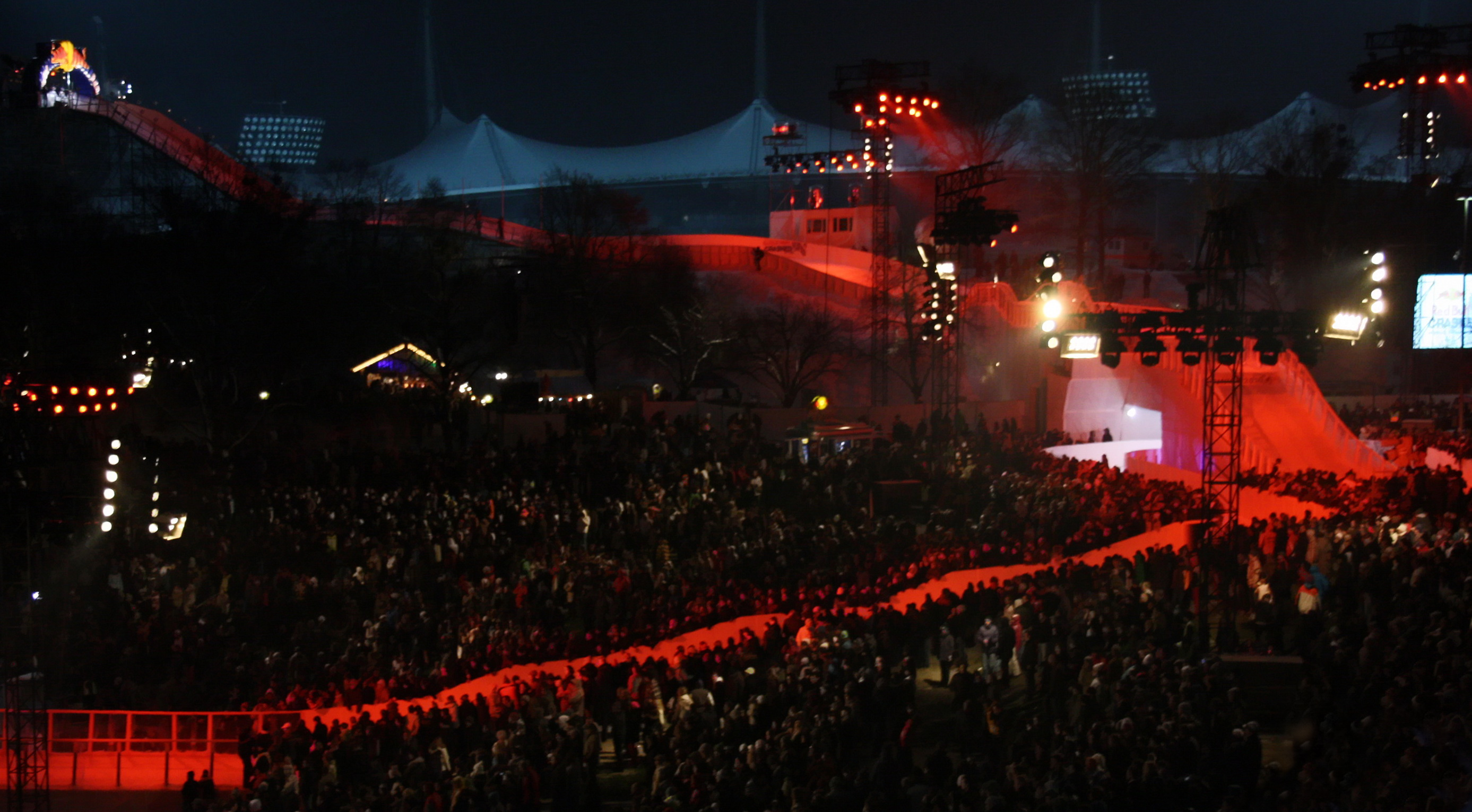
Red Bull Crashed Ice 2010 im Olypark

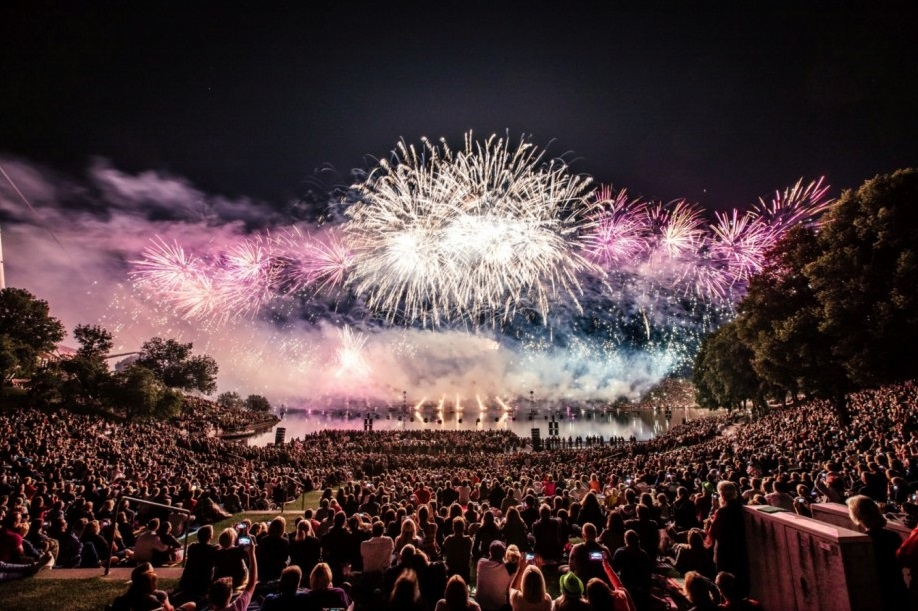
Musikfeuerwerk beim Münchner Sommernachtstraum 2018

- TSV Milbertshofen – Traditionsverein im Münchner Norden
- Zentrale Hochschulsportanlage, mit über 125.000 Studierenden und über 17.000 aktiven Teilnehmern pro Semester die größte Hochschulsporteinrichtung in Deutschland
- Sportzentrum der Technischen Universität
- Leichtathletik Förderzentrum München, Motorstraße 35
- München Caribes, Baseballverein

## Grünflächen
Rund 28 Prozent der Fläche in Milbertshofen-Am Hart sind Grünanlagen, hierzu zählen:
- die Parkanlagen: Olympiapark, Harthofanger, der Petuelpark (mit seiner Nordverlängerung: Christoph-von-Gluck-Platz, Aussiger Platz, Oberhofer Platz), der Park am Oberwiesenfeld sowie der Korbinianplatz
- die ca. 200 Hektar große Heidefläche Panzerwiese
- die 6,7 Hektar große Ökofläche am ehemaligen Bahnhof München Olympiastadion
- das 115 Hektar großes Waldgebiet Hartelholz

## Statistik
(Stand jeweils am 31. Dezember, Einwohner mit Hauptwohnsitz)
| Jahr | Einwohner | davon Ausländer | Einwohner je km² |
| ---- | --------- | --------------- | ---------------- |
| 2000 | 60.265    | 20.094 (33,3 %) | 4.506            |
| 2001 | 61.034    | 20.372 (33,4 %) | 4.564            |
| 2002 | 61.655    | 20.800 (33,7 %) | 4.610            |
| 2003 | 61.886    | 21.154 (34,2 %) | 4.628            |
| 2004 | 63.076    | 21.773 (34,5 %) | 4.717            |
| 2005 | 64.612    | 22.896 (35,4 %) | 4.831            |
| 2006 | 66.992    | 23.355 (34,9 %) | 5.009            |
| 2007 | 67.864    | 23.903 (35,2 %) | 5.075            |
| 2008 | 68.198    | 24.105 (35,3 %) | 5.096            |
| 2009 | 68.023    | 23.683 (34,8 %) | 5.070            |
| 2010 | 68.970    | 24.373 (35,3 %) | 5.141            |
| 2011 | 70.470    | 25.517 (36,2 %) | 5.253            |
| 2012 | 72.506    | 27.197 (37,5 %) | 5.404            |
| 2013 | 73.617    | 28.243 (38,4 %) | 5.487            |
| 2014 | 74.667    | 29.253 (39,2 %) | 5.565            |
| 2015 | 75.488    | 30.362 (40,2 %) | 5.627            |
| 2016 | 76.255    | 31.334 (41,1 %) | 5.684            |
| 2017 | 74.731    | 30.147 (40,3 %) | 5.570            |
| 2018 | 75.094    | 30.621 (40,8 %) | 5.597            |
| 2019 | 76.559    | 31.601 (41,3 %) | 5.706            |
| 2020 | 75.999    | 31.330 (41,2 %) | 5.664            |
| 2021 | 75.658    | 31.739 (42,0 %) | 5.639            |
| 2022 | 76.998    | 33.195 (43,1 %) | 5.739            |
| 2023 | 76.971    | 33.206 (43,1 %) | 5.737            |
| 2024 | 77.281    | 33.678 (43,6 %) | 5.760            |

Quelle mit weiteren Daten

## Persönlichkeiten
Söhne und Töchter des Stadtbezirks
- Georg Apfelbeck, deutscher Bauunternehmer und Tischtennis-Funktionär
- Thomas Kastenmaier, deutscher Fußballspieler und Trainer
- Wilhelm Pflüger, Priester im Widerstand gegen den Nationalsozialismus (1906–1967)[27]
- Otto Steidle, deutscher Architekt und Hochschullehrer

Im Stadtbezirk gewirkt
- Curt Mezger, deutsch-jüdischer Unternehmer und Leiter des Judenlager Milbertshofen
- Ludwig Petuel sen., Bürgermeister von Milbertshofen und Betreiber der Salvator Bierbrauerei und Schnapsbrennerei
- Ludwig Petuel jun., Geschäftsmann und Sportförderer
- Karolina Petuel, Gründerin des Stiftungsfonds Ludwig und Lina Petuel, der unter Verwaltung des Münchner Sozialreferats behinderte und alte Bürger der Stadt unterstützt.